# Apsarasa nigrocaerulea
Apsarasa nigrocaerulea là một loài bướm đêm trong họ Noctuidae.